# Godehard von Hildesheim

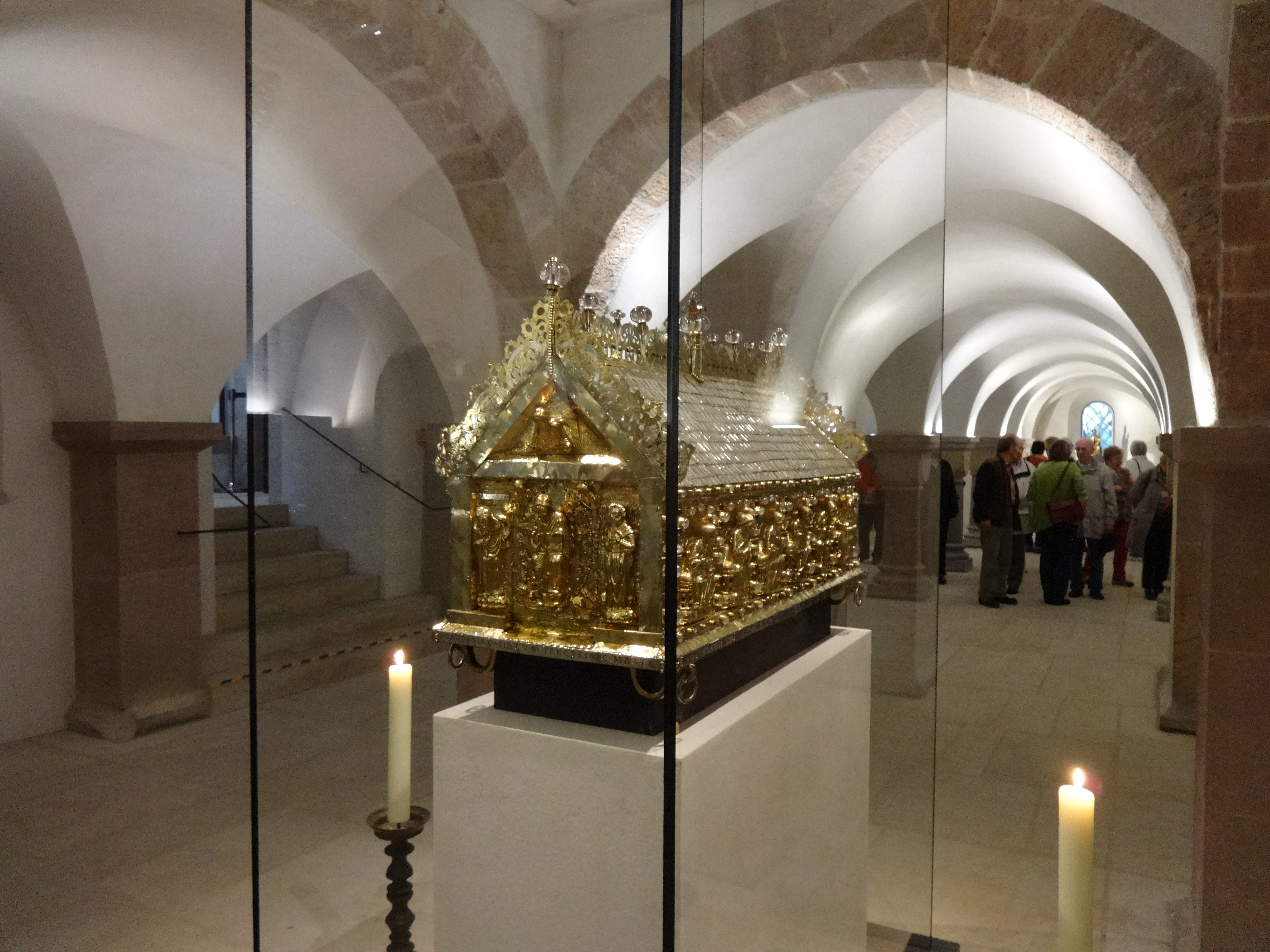
Romanischer Godehardsschrein in der Krypta des Hildesheimer Doms

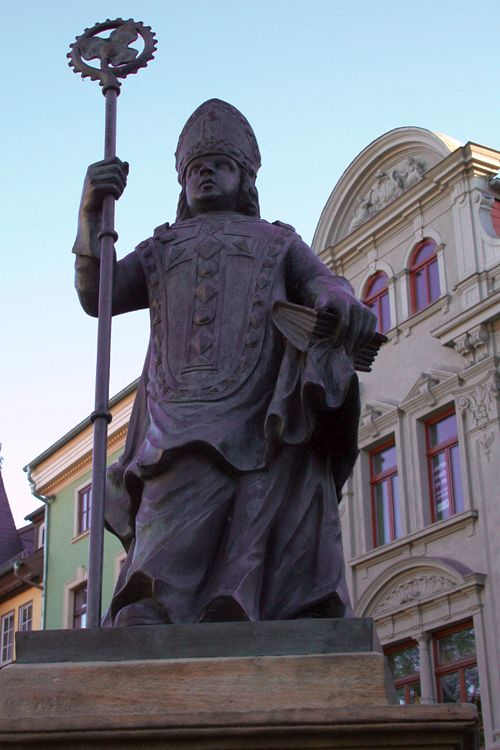
Der Gothardusbrunnen in Gotha

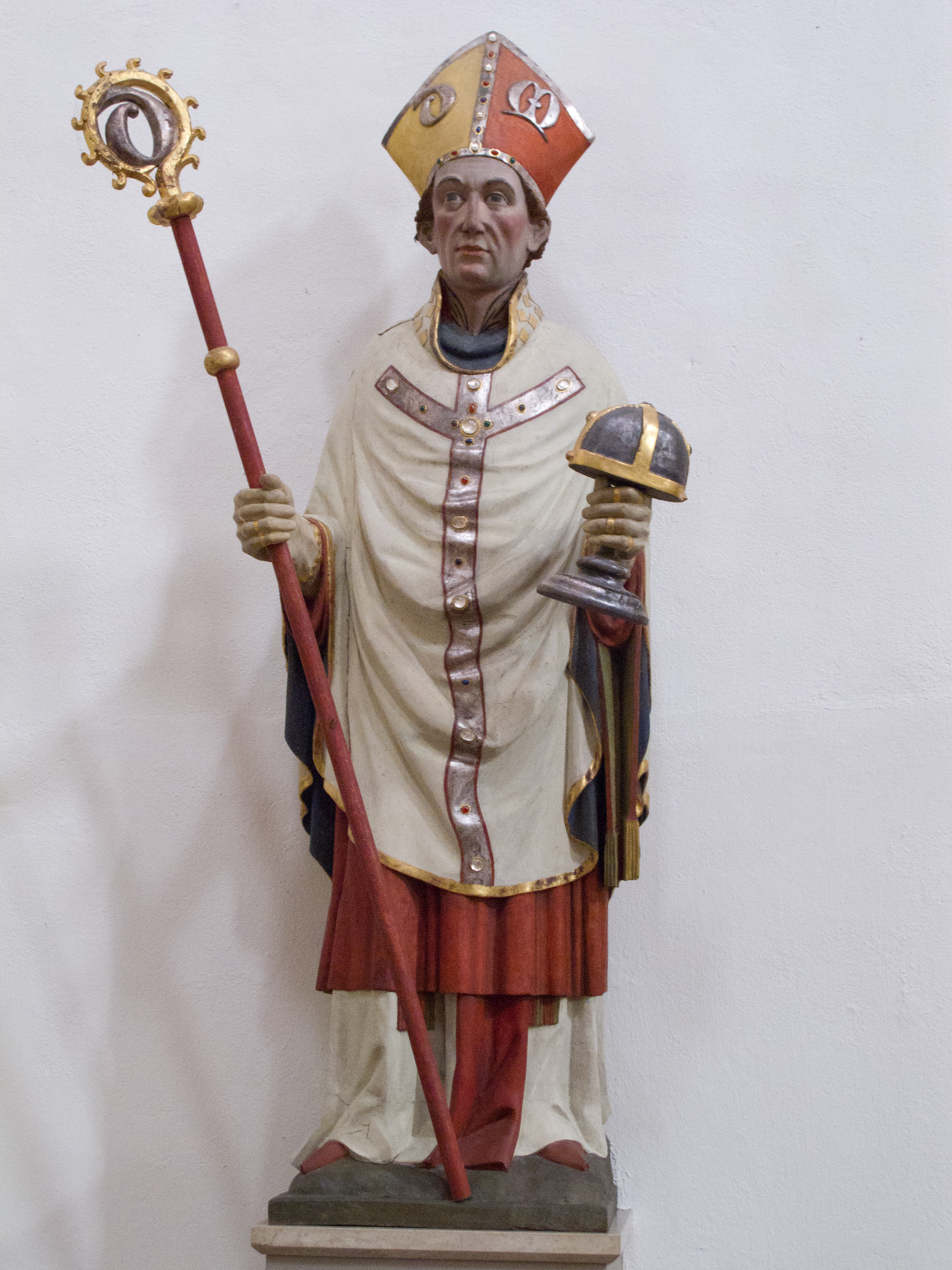
Godehard als Bischof von Hildesheim mit Stab und Hildesheimer Marienreliquiar (Basilika St. Godehard, Hildesheim, um 1450)

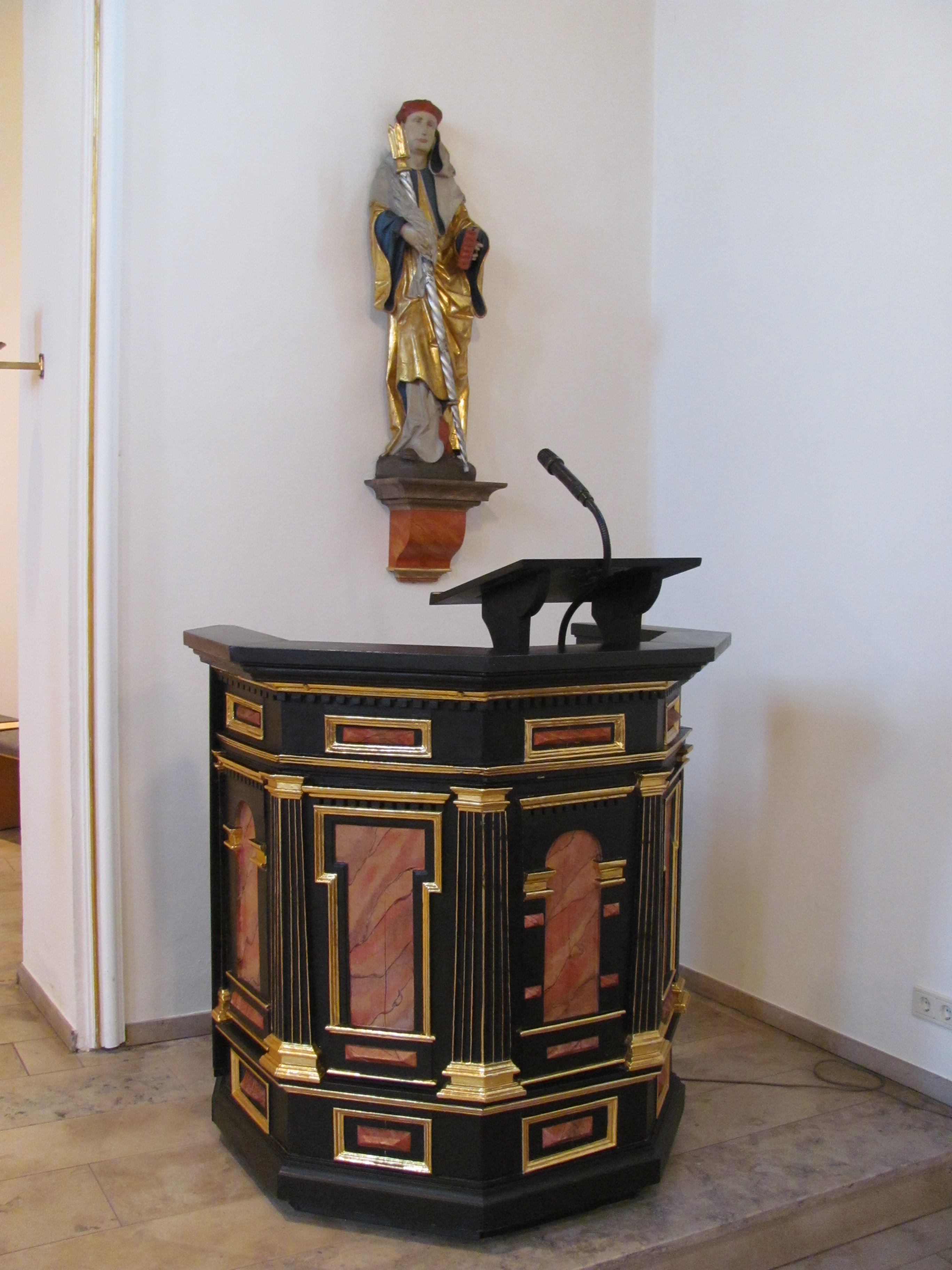
St. Godehard, Figur aus Lindenholz, um 1505, Kath. Kirche in Schellerten-Farmsen.

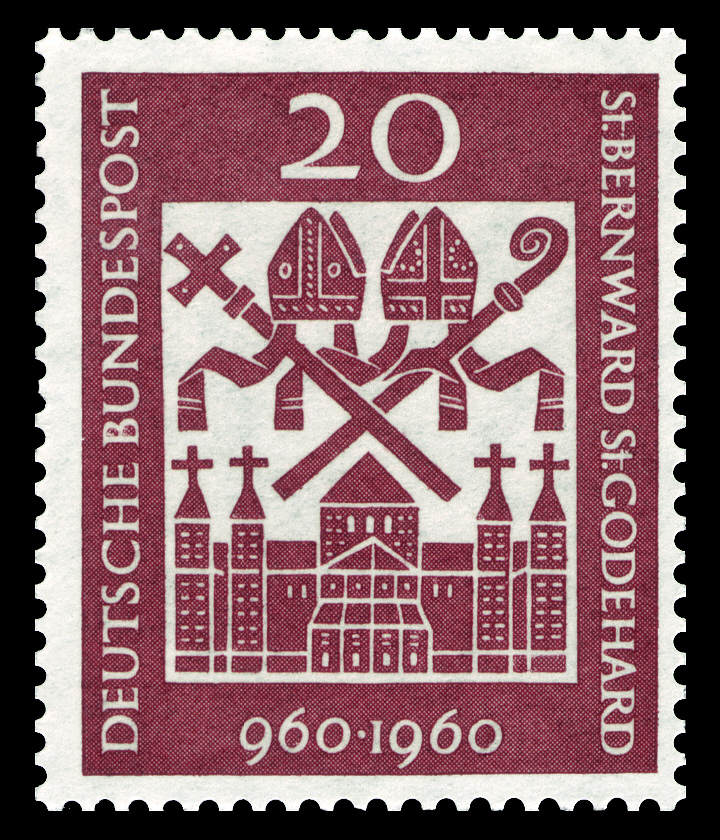
Sonderbriefmarke von 1960 zum 1000. Geburtstag

Der hl. Godehard oder Gotthard von Hildesheim (* 960 in Reichersdorf bei Niederalteich, Niederbayern; † 5. Mai 1038 in Hildesheim) war Bischof von Hildesheim und gehört zu den bedeutenden Heiligen des Mittelalters. Die Spuren seiner Verehrung (Benennung von Kirchen und Ortschaften) reichen von Italien und Kroatien bis nach Skandinavien. Mit dem Gotthardpass in der Schweiz trägt einer der wichtigsten Alpenübergänge und -tunnel seinen Namen.

## Leben
Godehard wurde 960 gemäß der legendenhaften Überlieferung in Reichersdorf (Pfarrei Schwanenkirchen, Diözese Passau) geboren. Sein Vater Ratmund war von Erzbischof Friedrich von Salzburg als Propst der bedeutenden Benediktinerabtei Niederaltaich eingesetzt worden. In der dortigen Klosterschule erhielt Godehard seine Ausbildung. Er trat ins Kloster ein und wurde, begünstigt von Herzog Heinrich (dem späteren Kaiser Heinrich II.), bereits 996 Abt, zunächst in Niederaltaich, dann – zugleich – in den Jahren 1001/2 auch in Tegernsee und 1005–1012 in Hersfeld; von 1007 bis 1013 war ihm auch die Abtei Kremsmünster unterstellt, die ihn in der Liste ihrer Äbte führt. Damals ging von Cluny die große Reformbewegung aus, die Godehard in seinen Klöstern mit Konsequenz durchsetzte.
Nach dem Tod Bernwards wurde Godehard durch Kaiser Heinrich II. am 30. November 1022 auf der Pfalz Grona zum Bischof von Hildesheim berufen. Aribo von Mainz erteilte ihm am 2. Dezember 1022 die Bischofsweihe. Es war die Zeit der Sachsenkaiser, als Hildesheim eines der politischen und kulturellen Zentren des Reiches war. Godehard setzte die Aufbauarbeit seines Vorgängers mit Energie fort. Dreißig neue Kirchen entstanden im Bistum, in der Stadt wurde die Michaeliskirche vollendet, der Dom erhielt ein neues Westwerk. Durch Reisen und Synoden vertiefte Godehard aber vor allem das geistliche Leben seiner Diözese. Sein monastischer Ernst, aber auch seine gelassene Heiterkeit hinterließen tiefen Eindruck und werden in den Quellen vielfach gerühmt. Die Legenden, die sich rasch mit seinem Namen verbanden, spiegeln die Kraft und Wirkung seiner Persönlichkeit.
Godehard starb am 5. Mai 1038 im von ihm gegründeten Mauritiusstift bei Hildesheim.

## Verehrung
Als erster berichtet der Reichenauer Benediktiner-Mönch Hermann der Lahme von regionaler Gotthard-Verehrung, die zur bischöflichen Heiligsprechung im Zusammenhang mit der Weihe des erneuerten Doms zu Hildesheim am 5. Mai 1061 führte (bis 1170 gab es außer päpstlichen auch noch bischöfliche Kanonisationen, Heiligsprechungen). Godehard wurde 1131 durch Papst Innozenz II. als erster Altbayer heiliggesprochen. In Hildesheim entstand ihm zu Ehren die hochromanische St.-Godehards-Basilika. In der Domkrypta wird sein Reliquien-Schrein verehrt. In Niederalteich ist in der Pfarr- und Abteikirche St. Mauritius dem Heiligen der Gotthard-Altar geweiht. Die Abtei verwahrt einige von Gotthard gebrauchte Paramente: die Gotthard-Kasel (eine Schenkung der Kaiserin Kunigunde, der Gemahlin Heinrichs II.), ein Zingulum, einen Pontifikalschuh und seinen Abtstab. Wenige Jahre nach seiner Heiligsprechung wurde Godehard auch die neu errichtete Palastkapelle des Erzbischofs von Mainz geweiht, die bis heute am Mainzer Dom bestehende Gotthardkapelle.
Mit der Heiligsprechung durch Papst und Konzil setzt die überregionale Gotthard-Verehrung und die Verbreitung von Gotthard-Reliquien ein. In Süddeutschland erhielten zahlreiche Klöster und Altäre Gotthard-Reliquien: vor allem 1135 Zwiefalten, und von dort ausgehend 1141 Huldstetten, 1142 Egelsee, 1156 Münster (Schwäbisch-)Hall, 1172 Weißenau und 1179 Salem. Bedeutsam für die weitere Entwicklung wurde die 1230 geweihte Kirche auf dem Mons Tremulus (Mons Evelinus), deren Gotthard-Patrozinium seit 1293 dem Bergmassiv und dem Pass den Namen Gotthard gab. Von dort aus verbreiteten die Machthaber Mailands, die Visconti, aus wesentlich politischen Motiven den Gotthardkult im Mailänder Territorium und in den von ihnen beanspruchten Alpentälern im Tessin. Von Oberitalien und dem Gotthardpass strahlte die Gotthardverehrung in einer zweiten Welle seit Ende des 13. Jahrhunderts auf der seitdem auch für den „Schwerverkehr“ per Wagen passierbaren Gotthard-Route nach Norden zurück. Süddeutsche Gotthard-Ersterwähnungen dieser Epoche (1335 Eichstätt/Altmühl, 1352 Kuppingen/Herrenberg, 1353 Müllheim/Baden) legen zusammen mit der Erwähnung 1354 eines Seuridus de Zullhard (Seifried von Zillenhard) auf einer Soldliste der Visconti die Ausbreitung der Gotthard-Verehrung bis zum heutigen Ortsteil von Göppingen, St. Gotthardt nahe, der einzigen Ortschaft dieses Namens nördlich der Alpen und außerhalb von Oberitalien und Österreich, in Blickweite zur Burg Zillenhart und an einem wichtigen Reiseweg zwischen Kirchheim unter Teck und Süßen gelegen.
Godehard ist der Patron der thüringischen Stadt Gotha, in deren Wappen der Bischof auch abgebildet ist. Der Sage nach ließ Godehard in seiner Zeit als Abt des Klosters Hersfeld (das Besitz in und um Gotha hatte) unter anderem  die erste Stadtmauer errichten, Gärten anlegen und die Stadtkirche St. Margarethen erbauen. Bis heute ehrt die Stadt ihren Schutzpatron mit dem zweitägigen Gothardusfest, das jährlich am ersten Maiwochenende (das heißt um Godehards Todestag herum) stattfindet. Die traditionsreiche Gotthardschule in der Gotthardstraße wurde 2003 geschlossen und existiert nur mehr dem Namen nach.
Auch die Abtei Niederaltaich gedenkt ihres bedeutenden Heiligen, indem das klösterliche Gymnasium den Namen „St.-Gotthard-Gymnasium“ trägt.
Dargestellt wird Godehard meist als Bischof mit glühenden Kohlen im Mantel. Die Darstellung geht auf eine Legende zurück, nach der Godehard in seiner Jugend als Ministrant die glimmenden Kohlen für das Weihrauchfass in seinem Gewand getragen haben soll, ohne dass diese irgendetwas verbrannt hätten.
Das Leben Godehards ist vom Hildesheimer Kleriker Wolfhere in zwei Viten beschrieben.

## Gedenktag
- Katholisch: 5. Mai (Nicht gebotener Gedenktag im Regionalkalender für das deutsche Sprachgebiet; Fest im Eigenkalender der Diözese Hildesheim; gebotener Gedenktag im Eigenkalender der Diözese Passau; nicht gebotener Gedenktag im Eigenkalender des Erzbistums Hamburg und des Bistums Fulda)
- Evangelisch: 5. Mai (Gedenktag im Evangelischen Namenkalender der Evangelischen Kirche in Deutschland)[4]